# Maffeo Vegio
Maffeo Vegio (latinisiert Mapheus Vegius; * 1407 in Lodi; † 1458 in Rom) war ein italienischer Dichter und Autor des Renaissance-Humanismus.
Vegio studierte in Mailand und Pavia und ging dann nach Rom, wo er unter Martin V. und Eugen IV. dem päpstlichen Hof angehörte. Er schrieb mit Aeneidos liber XIII ein „dreizehntes Buch“ als Ergänzung zu Vergils Aeneis (1428 in Pavia entstanden) sowie die mythologischen Epen Astyanax und Vellus Aureum. Am bekanntesten wurde seine pädagogische Abhandlung De educatione liberorum (1445–1448), in der er humanistische Gedanken mit christlichen Idealen verband. Außerdem verfasste Vegio Schriften über Archäologie und Etymologie.

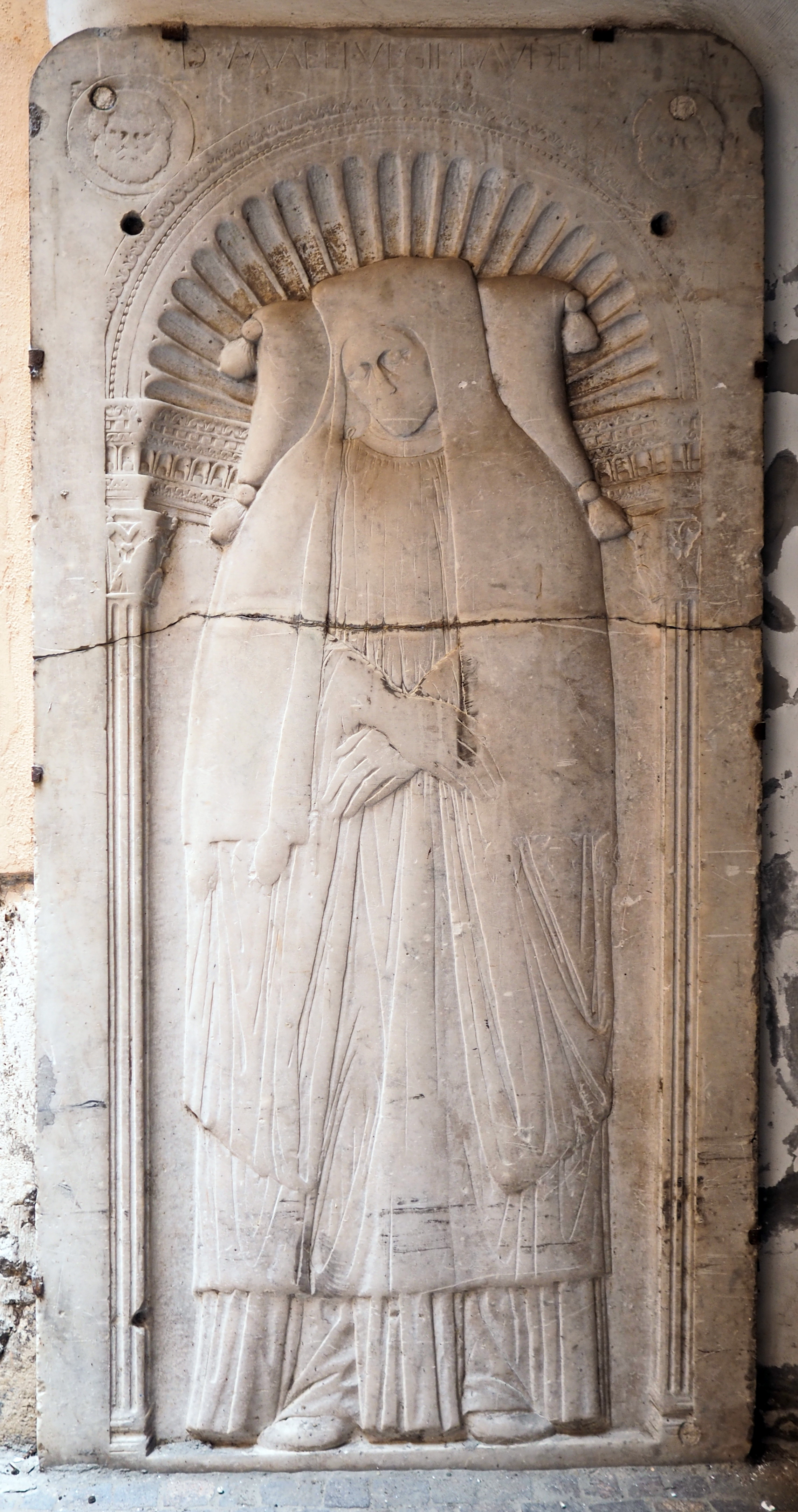
Grabplatte

Vegio wurde am 11. Juni 1448 zum Kanoniker an der Vatikanbasilika ernannt. Als großer Verehrer der heiligen Monika wurde er in deren Kapelle in der Kirche Sant’Agostino in Campo Marzio beerdigt.

## Ausgaben und Übersetzungen
- Philalethes. Johannes Regiomontanus, Nürnberg um 1474 -75. (Digitalisat)
- Vellus Aureum – Das goldene Vlies (1431). Einleitung, kritische Edition und Übersetzung von R. F. Glei und M. Köhler. (= Bochumer altertumswissenschaftliches Colloquium; 38). WVT, Trier 1998, ISBN 3-88476-325-3
- Bernd Schneider (Hrsg.): Das Aeneissupplement des Maffeo Vegio. Acta Humaniora (VCH), Weinheim 1985, ISBN 3-527-17536-9 (kritische Edition mit Übersetzung)
- Mafei Vegii Laudensis Aeneidos Liber XIII : Das dreizehnte Buch der Aeneis, in: Edith Binder, Gerhard Binder (Hrsg.): Aeneis. Latein/Deutsch (= Reclam Bibliothek). Reclam, Stuttgart 2007, ISBN 978-3-15-010668-6, S. 840–883 (Vorwort S. 835–839)
- Anne Stanislaus Sullivan (Hrsg.): Maphei Vegii Laudensis De Educatione Liberorum Et Eorum Claris Moribus Libri Sex. A Critical Text of Books IV–VI. The Catholic University of America, Washington (D. C.) 1936
- Michael C. J. Putnam (Hrsg.): Maffeo Vegio: Short Epics. Harvard University Press, Cambridge (Massachusetts) 2004, ISBN 0-674-01483-9 (enthält: Aeneidos liber XIII, Astyanax, Vellus aureum, Antonias. Lateinischer Text und englische Übersetzung)